# Іштван Удварді
Іштван Удварді (угор. István Udvardi, 27 лютого 1960 — 6 лютого 2012) — угорський ватерполіст.
Бронзовий призер Олімпійських Ігор 1980 року.
Бронзовий призер Чемпіонату Європи з водного поло 1981 року.